# Martinová
Martinová és un poble i municipi d'Eslovàquia. Es troba a la regió de Banská Bystrica.

## Història
La primera menció escrita de la vila es remunta al 1427.

## Demografia
| Godina             | 1994 | 2004   | 2014   | 2024  |
| ------------------ | ---- | ------ | ------ | ----- |
| Nombre de persones | 198  | 197    | 200    | 205   |
| Diferència         |      | −0,50% | +1,52% | +2,5% |

| Godina             | 2023 | 2024   |
| ------------------ | ---- | ------ |
| Nombre de persones | 209  | 205    |
| Diferència         |      | −1,91% |